# Тьёднин
Тьё́днин (исл. Tjörnin) — озеро в центре столицы Исландии, города Рейкьявик. Слово Tjörnin означает в переводе с исландского «пруд» или «озеро».
Ранее озеро имело сток в виде открытого канала Лайкюридн, протекающего через центр города, однако, в 1911 году канал был заключён в трубу под улицей Лайкьяргата. Зимой озеро обычно замерзает и иногда используется как каток. Вдоль обоих берегов проложены тротуары с лавочками. На северо-западной оконечности озера расположено здание ратуши Рейкьявика, а на восточном берегу — Свободная церковь Рейкьявика. К югу от озера находится парк Хльёумскаулагардур, а рядом с ним — здания Университета Исландии и Национального музея Исландии. Вблизи северной оконечности озера, за ратушей, расположено здание альтинга.
На озеро прилетают множество видов водоплавающих птиц, включая полярную крачку, гагу, серую утку, серого гуся, крякву и морскую чернеть. Кормление птиц на озере является популярным времяпрепровождением жителей города.